# اکپافو
اکپافو (به لاتین: Akpafu) یک منطقهٔ مسکونی در غنا است که در منطقه ولتا واقع شده‌است.